# Ada Kok
Aagje Kok, més coneguda com a Ada Kok   (Amsterdam, 6 de juny de 1947), de casada van der Linden, és una nedadora neerlandesa, ja retirada, especialista en papallona, que va competir durant la dècada de 1960. És germana de la també nedadora Gretta Kok.
El 1964 va prendre part en els Jocs Olímpics d'Estiu de Tòquio, on va disputar dues proves del programa de natació. En ambdues, 100 metres papallona i 4x100 metres estils, guanyà la medalla de plata. Quatre anys més tard, als Jocs de Ciutat de Mèxic, va disputar tres proves del programa de natació. Va guanyar la medalla d'or en els 200 metres papallona, quarta en els 100 metres papallona i setena en els 4x100 metres estils.
En el seu palmarès també destaquen tres medalles d'or i dues de plata al Campionat d'Europa de natació de 1962 i 1966. Entre 1962 i 1968 va guanyar 16 campionats nacionals. Va aconseguir millorar fins a nou rècords mundials entre 1963 i 1967 en els 100 i 200 metres papallona. Fou escollida tres vegades nedador europeu de l'any (1963, 1965 i 1967) i tres vegades esportista neerlandesa de l'any (1965, 1966 i 1968). El 1976 fou incorporada a l'International Swimming Hall of Fame.